# Bembidion augurale
Bembidion augurale är en skalbaggsart som beskrevs av Thomas Casey. Bembidion augurale ingår i släktet Bembidion och familjen jordlöpare. Inga underarter finns listade i Catalogue of Life.